# Combloux
Combloux és un municipi francès situat al departament de l'Alta Savoia i a la regió d'Alvèrnia-Roine-Alps. L'any 2007 tenia 2.047 habitants.

## Demografia

### Població
El 2007 la població de fet de Combloux era de 2.047 persones. Hi havia 792 famílies de les quals 204 eren unipersonals (96 homes vivint sols i 108 dones vivint soles), 232 parelles sense fills, 304 parelles amb fills i 52 famílies monoparentals amb fills.
La població ha evolucionat segons el següent gràfic:
Habitants censats

### Habitatges
El 2007 hi havia 3.108 habitatges, 815 eren l'habitatge principal de la família, 2.142 eren segones residències i 151 estaven desocupats. 1.115 eren cases i 1.939 eren apartaments. Dels 815 habitatges principals, 548 estaven ocupats pels seus propietaris, 226 estaven llogats i ocupats pels llogaters i 41 estaven cedits a títol gratuït; 25 tenien una cambra, 117 en tenien dues, 198 en tenien tres, 187 en tenien quatre i 288 en tenien cinc o més. 727 habitatges disposaven pel capbaix d'una plaça de pàrquing. A 374 habitatges hi havia un automòbil i a 398 n'hi havia dos o més.

### Piràmide de població
La piràmide de població per edats i sexe el 2009 era:
| Homes | Edats   | Dones |
| ----- | ------- | ----- |
| 0     | 95 o +  | 0     |
| 4     | 90 a 94 | 8     |
| 4     | 85 a 89 | 24    |
| 12    | 80 a 84 | 16    |
| 20    | 75 a 79 | 24    |
| 32    | 70 a 74 | 32    |
| 44    | 65 a 69 | 64    |
| 52    | 60 a 64 | 36    |
| 52    | 55 a 59 | 48    |
| 52    | 50 a 54 | 68    |
| 84    | 45 a 49 | 72    |
| 96    | 40 a 44 | 68    |
| 96    | 35 a 39 | 80    |
| 72    | 30 a 34 | 76    |
| 52    | 25 a 29 | 88    |
| 52    | 20 a 24 | 44    |
| 68    | 15 a 19 | 48    |
| 84    | 10 a 14 | 76    |
| 68    | 5 a 9   | 80    |
| 64    | 0 a 4   | 60    |

## Economia
El 2007 la població en edat de treballar era de 1.331 persones, 1.031 eren actives i 300 eren inactives. De les 1.031 persones actives 991 estaven ocupades (520 homes i 471 dones) i 40 estaven aturades (17 homes i 23 dones). De les 300 persones inactives 64 estaven jubilades, 135 estaven estudiant i 101 estaven classificades com a «altres inactius».

### Ingressos
El 2009 a Combloux hi havia 830 unitats fiscals que integraven 2.096,5 persones, la mediana anual d'ingressos fiscals per persona era de 20.782 €.

### Activitats econòmiques
Dels 268 establiments que hi havia el 2007, 1 era d'una empresa extractiva, 4 d'empreses alimentàries, 4 d'empreses de fabricació d'altres productes industrials, 53 d'empreses de construcció, 33 d'empreses de comerç i reparació d'automòbils, 6 d'empreses de transport, 32 d'empreses d'hostatgeria i restauració, 1 d'una empresa d'informació i comunicació, 5 d'empreses financeres, 21 d'empreses immobiliàries, 15 d'empreses de serveis, 79 d'entitats de l'administració pública i 14 d'empreses classificades com a «altres activitats de serveis».
Dels 78 establiments de servei als particulars que hi havia el 2009, 1 era una oficina de correu, 2 oficines bancàries, 1 funerària, 2 tallers de reparació d'automòbils i de material agrícola, 16 paletes, 6 guixaires pintors, 15 fusteries, 7 lampisteries, 3 electricistes, 2 perruqueries, 13 restaurants, 8 agències immobiliàries, 1 tintoreria i 1 saló de bellesa.
Dels 19 establiments comercials que hi havia el 2009, 1 era una gran superfície de material de bricolatge, 3 fleques, 1 una fleca, 1 una peixateria, 1 una llibreria, 1 una botiga de roba, 1 una sabateria, 1 una botiga d'electrodomèstics, 7 botigues de material esportiu, 1 una botiga de material de revestiment de parets i terra i 1 una perfumeria.
L'any 2000 a Combloux hi havia 38 explotacions agrícoles que ocupaven un total de 629 hectàrees.

## Equipaments sanitaris i escolars
L'únic equipament sanitari que hi havia el 2009 era una farmàcia.
El 2009 hi havia 2 escoles elementals.

## Poblacions més properes
El següent diagrama mostra les poblacions més properes.